# Логістична рівність

Логістична крива для K = 1 і P_{0} = 0,5

Логістичне рівняння, також відоме як рівняння Ферхюльста, спершу з'явилося при розгляді моделі зростання чисельності населення.
Вихідні припущення для виведення рівняння при розгляді популяційної динаміки виглядають так:
- швидкість розмноження популяції пропорційна її поточної чисельності, при інших рівних умовах
- швидкість розмноження популяції пропорційна кількості доступних ресурсів, при інших рівних умовах. Таким чином, другий член рівняння відображає конкуренцію за ресурси, яка обмежує зростання популяції.

Позначаючи через {\displaystyle P} чисельність популяції (в екології часто використовується позначення {\displaystyle N}), а час — {\displaystyle t}, модель можна звести до диференціального рівняння:
{\displaystyle {\frac {dP}{dt}}=rP\left(1-{\frac {P}{K}}\right)}
де параметр {\displaystyle r} характеризує швидкість росту (розмноження), а {\displaystyle K} — підтримувальну ємність середовища (тобто максимально можливу чисельність популяції). Виходячи з назви коефіцієнтів, в екології часто розрізняють дві стратегії поведінки видів:
- {\displaystyle r} — стратегія передбачає бурхливе розмноження та коротку тривалість життя особин,
- — стратегія — низький темп розмноження і довге життя.

Точним розв'язком рівняння (де {\displaystyle P_{0}} — початкова чисельність популяції) є логістична функція, S-подібна крива, (логістична крива):
{\displaystyle P(t)={\frac {KP_{0}e^{rt}}{K+P_{0}\left(e^{rt}-1\right)}}}
де
{\displaystyle \lim _{t\to \infty }P(t)=K}.
Зрозуміло, що в ситуації «достатнього обсягу ресурсів», тобто поки P(t) багато менше K, логістична функція спочатку зростає приблизно експоненціально:
{\displaystyle {\frac {P(t)}{P_{0}e^{rt}}}={\frac {K}{K+P_{0}\left(e^{rt}-1\right)}}={\frac {1}{1+{\frac {P_{0}}{K}}\left(e^{rt}-1\right)}}}.
Аналогічно, при «вичерпанні ресурсів» (t → ∞) різниця {\displaystyle K-P(t)} експоненціально зменшується з таким же показником.
Залишається невідомим, чому Ферхюльст назвав рівняння логістичним. У 1924 році Раймонд Перл застосував рівняння для опису автокаталітичних реакцій.
Найбільший внесок в популяризацію ідеї зростання чисельності популяцій по логістичній кривій вніс американський біолог Раймонд Пірл.
У 1920 році Пірл спільно з Лоуелом Рідом опублікував статтю «On the Rate of Growth of the Population of the United States since 1790 and its Mathematical Representation» (Про швидкість зростання населення Сполучених Штатів з 1790 року і її математичному поданні), в якій було наведено рівняння кривої, аналогічне представленому Ферхюльстом; тобто рівняння логістичної кривої було відкрито знову.
Логістична крива після Ферхюльста і до Пірла перевідкривалася щонайменше п'ять разів, як про це пише Пітер Ллойд (Peter John Lloyd) у своїй статті:103. І навіть після чисельних публікацій Пірла криву продовжували відкривати:103.
Після публікації статті про швидкість зростання населення США, Пірл здійснив у своїй лабораторії широкомасштабну програму досліджень популяції плодових мух дрозофіли (Дрозофіла чорночерева).
Досліди, проведені з метою визначити по якій траєкторії збільшується чисельність популяції мух в обмеженому просторі і при обмежених харчових ресурсах, показали, що в лабораторних умовах колонія мух дрозофіли демонструє зростання по траєкторії логістичної кривої.
Аналогічні досліди, об'єктами яких була не тільки дрозофіла, були повторені багатьма. Досліди показали, що траєкторії зміни чисельності біологічних видів реалізуються відповідно до моделі Ферхюльста — Пірла:100-101.
Всі спроби моделювання динаміки зростання чисельності людей різних країн і регіонів за допомогою логістичної кривої не були успішними, в тому плані, що прогнози не здійснювалися, а лабораторні досліди з тваринами і нижчими організмами показали збіг траєкторій їх зростання з ходом логістичної кривої:111.
Чому в лабораторних умовах логістичний закон зростання підтверджується, а в реальному житті — ні?
Причина в тому, що досліди в лабораторних умовах проводилися при комфортній для піддослідних температурі, при постійній наявності їжі, відсутності ворогів, хвороб та інших негативних явищ, тобто умови життя піддослідних були близькі до ідеальних. Процес зростання при цьому є досить детерміністичним, передбачуваним. А зростання чисельності населення будь-якої країни або регіону відбувається в умовах впливу негативних факторів — епідемій, воєн, голоду, природних катаклізмів. Негативні впливи носять в часі випадковий характер і процес зростання стає слабо прогнозованим, імовірнісним:113, 115.
З 1924 року Пірл почав стверджувати, що логістична крива відображає закон зростання народонаселення, що зростання згідно логістичної кривої — це універсальний закон зростання всього живого взагалі:208 :302. Біологи, статистики та економісти не погодилися з Пірлом у тому, що це закон, оскільки математичний вираз (формула) логістичної кривої явним чином не містить параметри реального модельованого процесу — не містить в явному вигляді факторів, від яких залежить чисельність населення, і, після періоду чисельних критичних виступів і дискусій, для кривої була визначена область її застосування як інструменту дослідження:81, 103, 118 :29, 40.
Дискретним аналогом логістичного рівняння є логістичне відображення.